# Sierra de Segura
Sierra de Segura är en bergskedja i Spanien.   Den ligger i provinsen Provincia de Granada och regionen Andalusien, i den södra delen av landet, 280 km söder om huvudstaden Madrid.